# رافائل فریری
رافائل فریری (به اسپانیایی: Rafael Freyre) یک منطقهٔ مسکونی در کوبا است که در استان اولگین واقع شده‌است. رافائل فریری ۶۲۰ کیلومتر مربع مساحت و ۵۰٬۰۸۰ نفر جمعیت دارد و ۲۵ متر بالاتر از سطح دریا واقع شده‌است.